# Route départementale 14 (Hautes-Pyrénées)
Pour les articles homonymes, voir Route départementale 14.
La route départementale 14, ou RD 14, est une route départementale des Hautes-Pyrénées reliant Esparros à Saint-Sever-de-Rustan.

## Descriptif

### Longueur
L'itinéraire présente une longueur de 39,7 km.

### Nombre de voies
La RD 14 est sur la totalité de son tracé bidirectionnelle à deux voies.

### Tracé
La RD 14 traverse le département du sud au nord, à partir d'Esparros depuis l'intersection de la route départementale D 26 et rejoint Saint-Sever-de-Rustan jusqu’à la limite du Gers.
Elle coupe d'ouest en est la route départementale D 632 au niveau de Chelle-Debat et la route départementale D 817, au niveau d'Ozon.
Elle raccorde le Pays des Nestes au Pays des Coteaux.
Elle relie les Baronnies des Pyrénées au nord du département.

## Communes traversées
- Esparros
- Lomné
- Espèche
- Avezac-Prat-Lahitte
- Tilhouse
- Benqué-Molère
- Bourg-de-Bigorre
- Bonnemazon
- Mauvezin
- Gourgue
- Ricaud
- Ozon
- Bordes
- Sinzos
- Moulédous
- Goudon
- Marquerie
- Cabanac
- Chelle-Debat
- Laméac
- Saint-Sever-de-Rustan

## Gestion, entretien et exploitation

### Organisation territoriale
En 2021, les services routiers départementaux sont organisés en cinq agences techniques départementales et 25 centres d'exploitation qui ont pour responsabilité l’entretien et l’exploitation des routes départementales de leur territoire. 
La RD 14 dépend des agences du Pays des Nestes et du Pays des Coteaux et des centres d'exploitation de Bourg-de-Bigorre et de Tournay.

### Exploitation
En saison hivernale, le département publie une carte des conditions de circulation (C1 circulation normale, C2 délicate, C3 difficile, C4 impossible).

## Galerie

Sélection de vues des villages traversés.
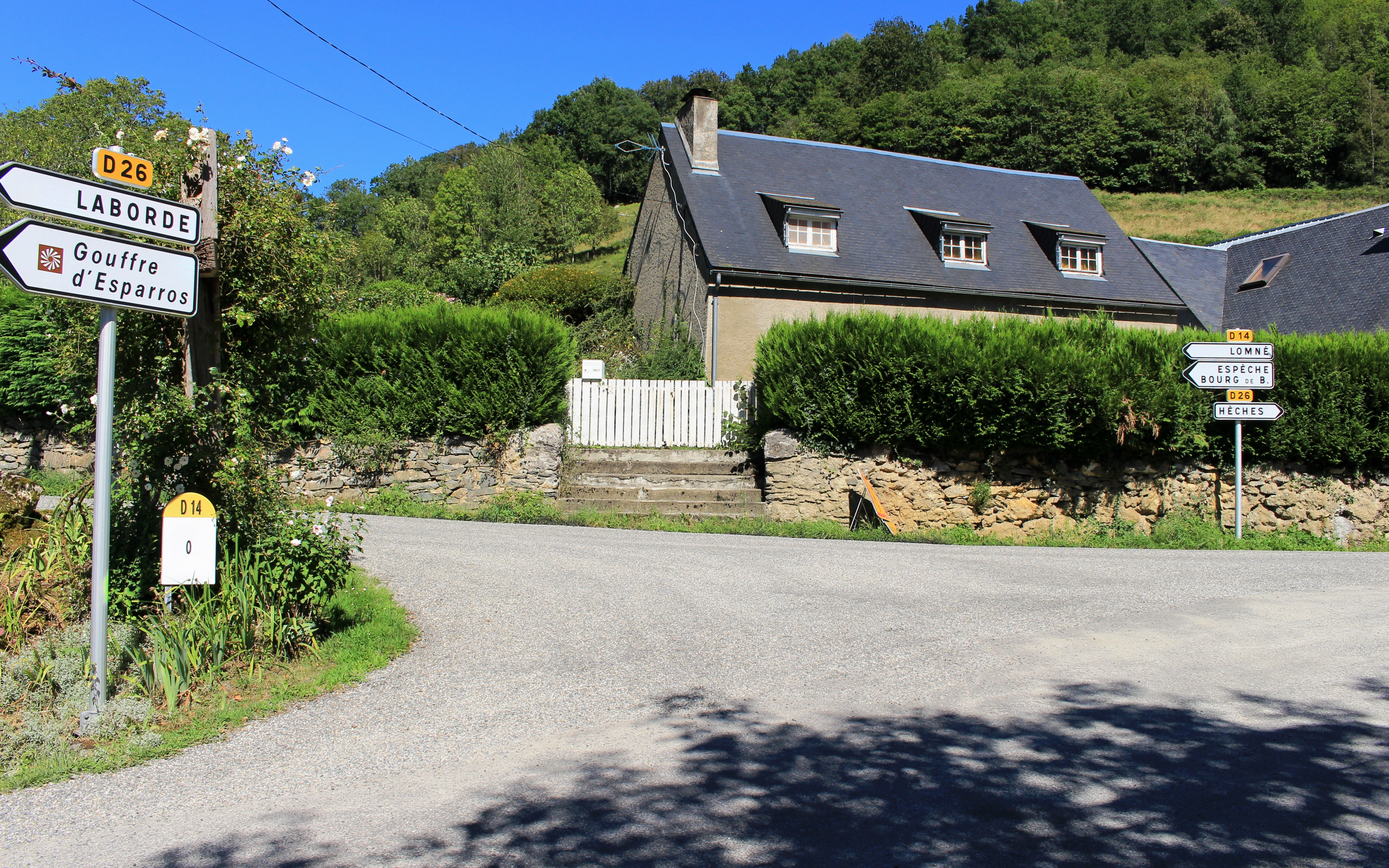
Début de la route.
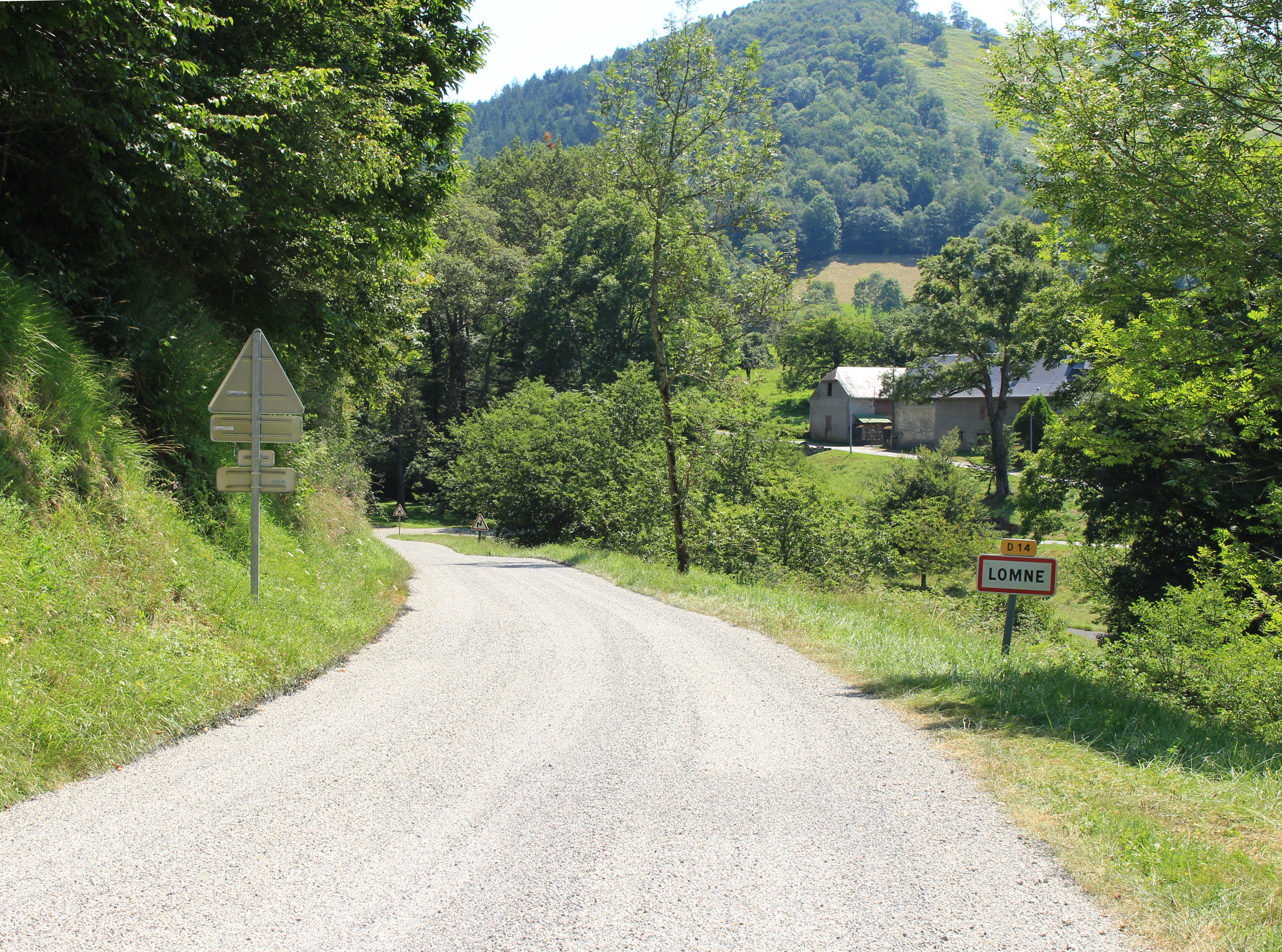
Entrée Nord de Lomné.
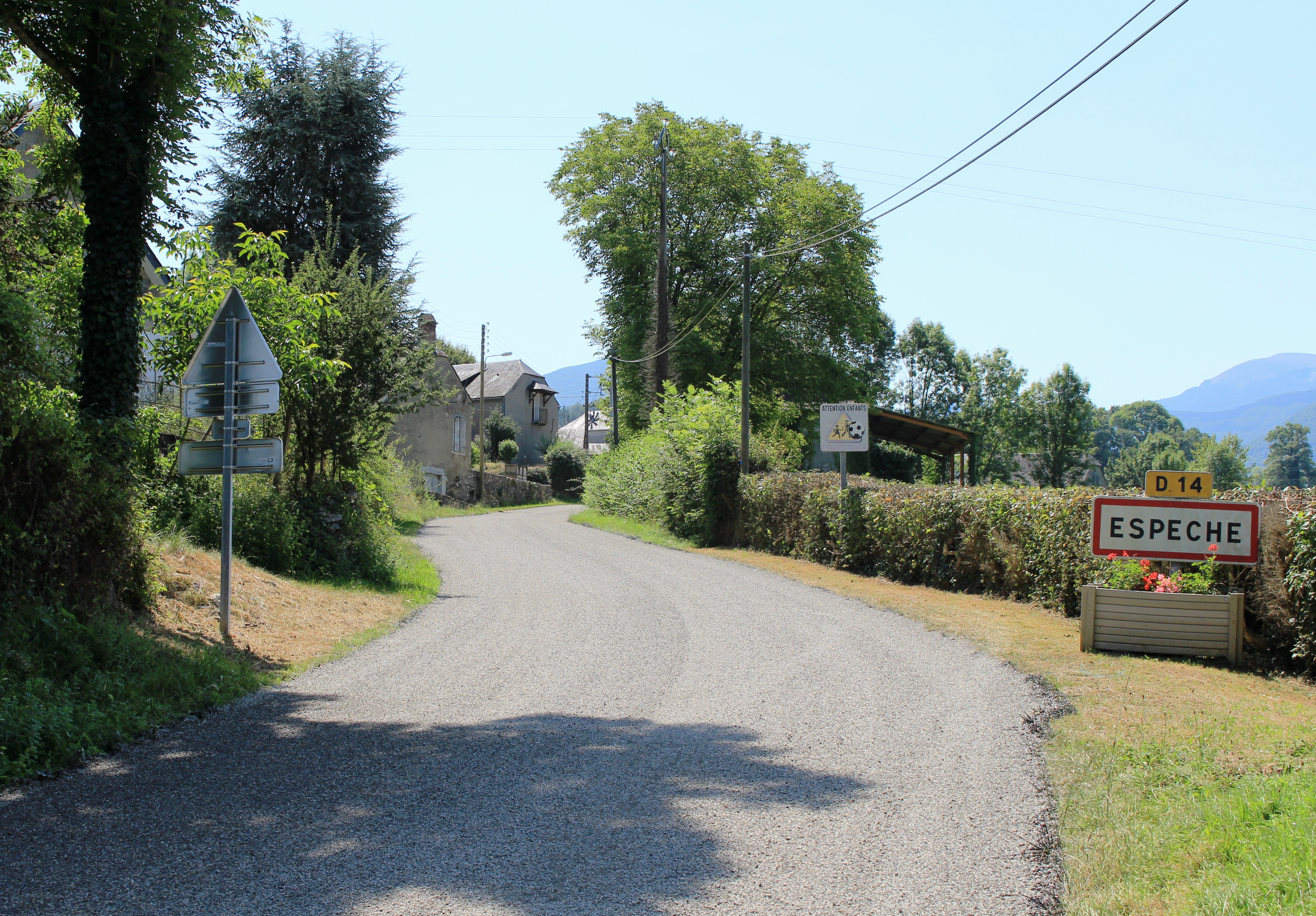
Entrée Nord d'Espèche.
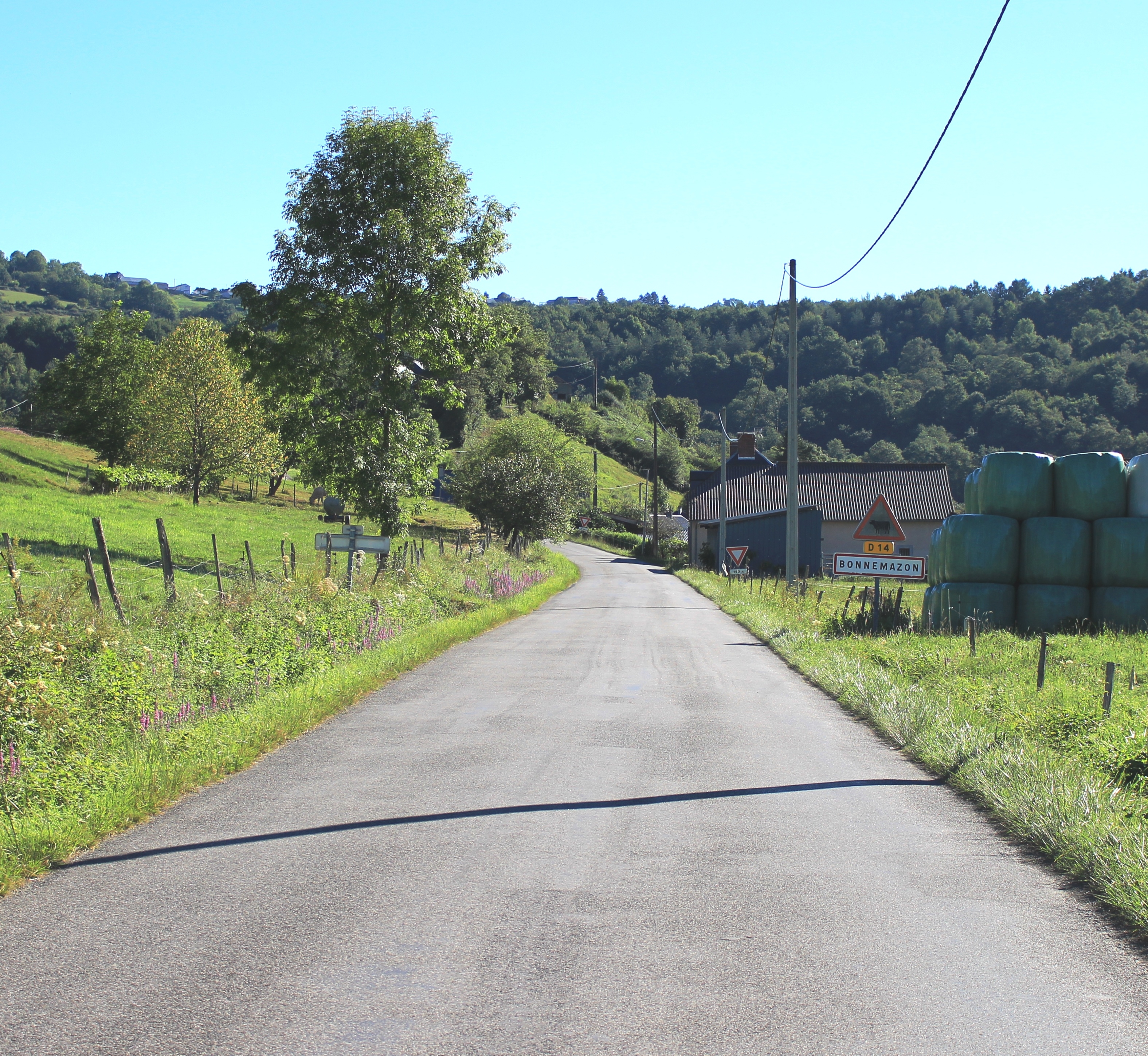
Entrée Sud-Ouest de Bonnemazon.
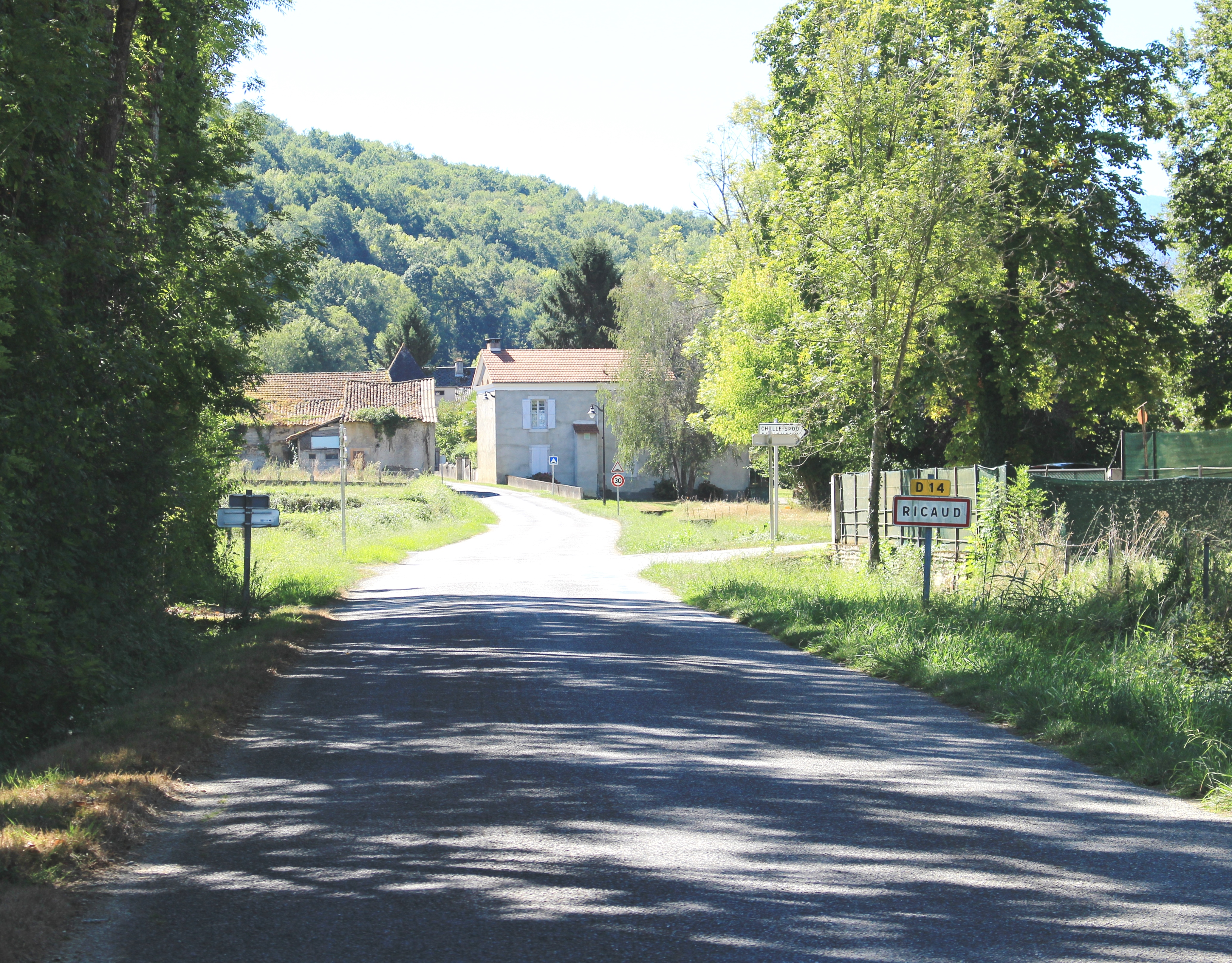
Entrée Nord de Ricaud.
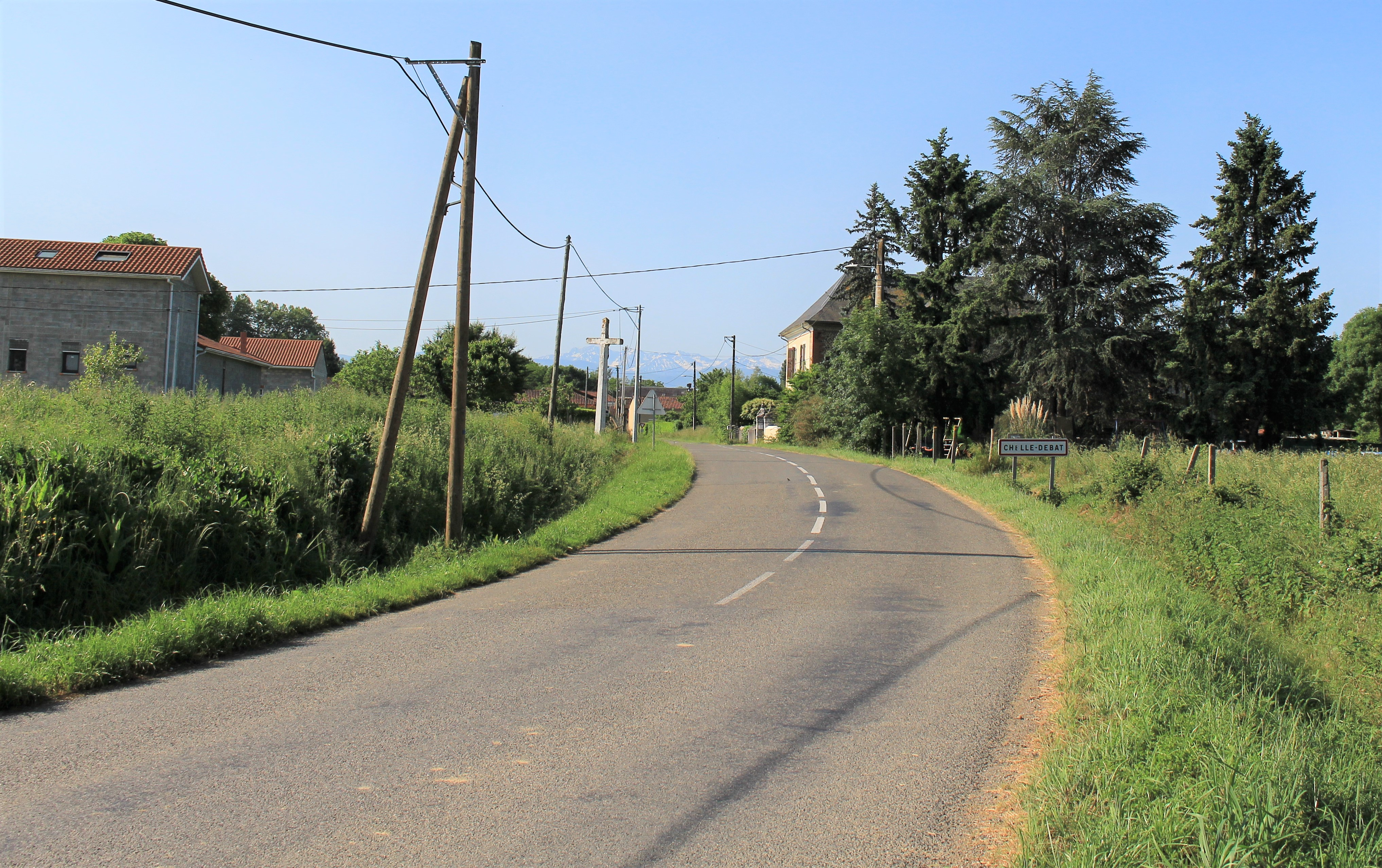
Entrée Nord de Chelle-Debat.
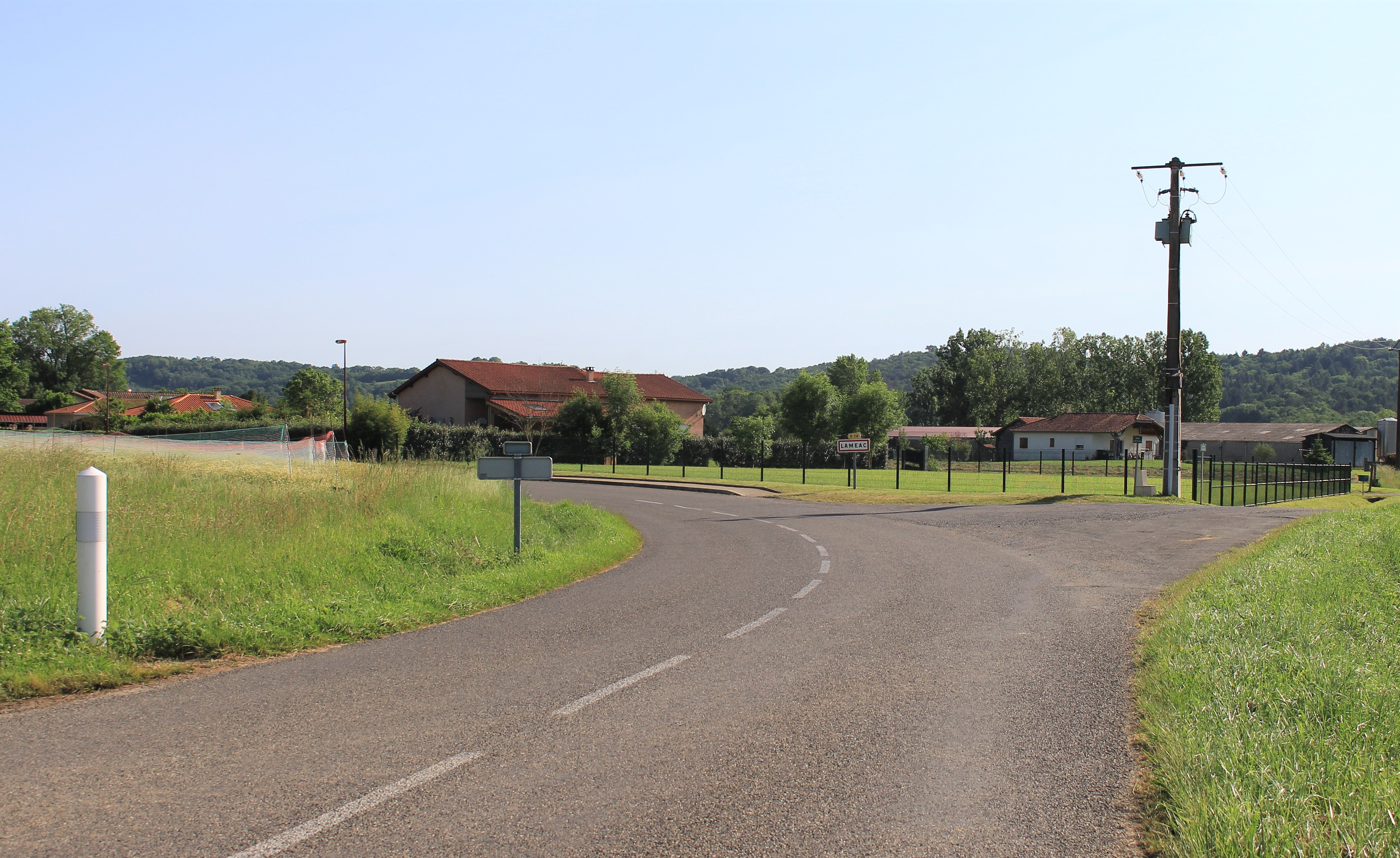
Entrée Sud de Laméac.
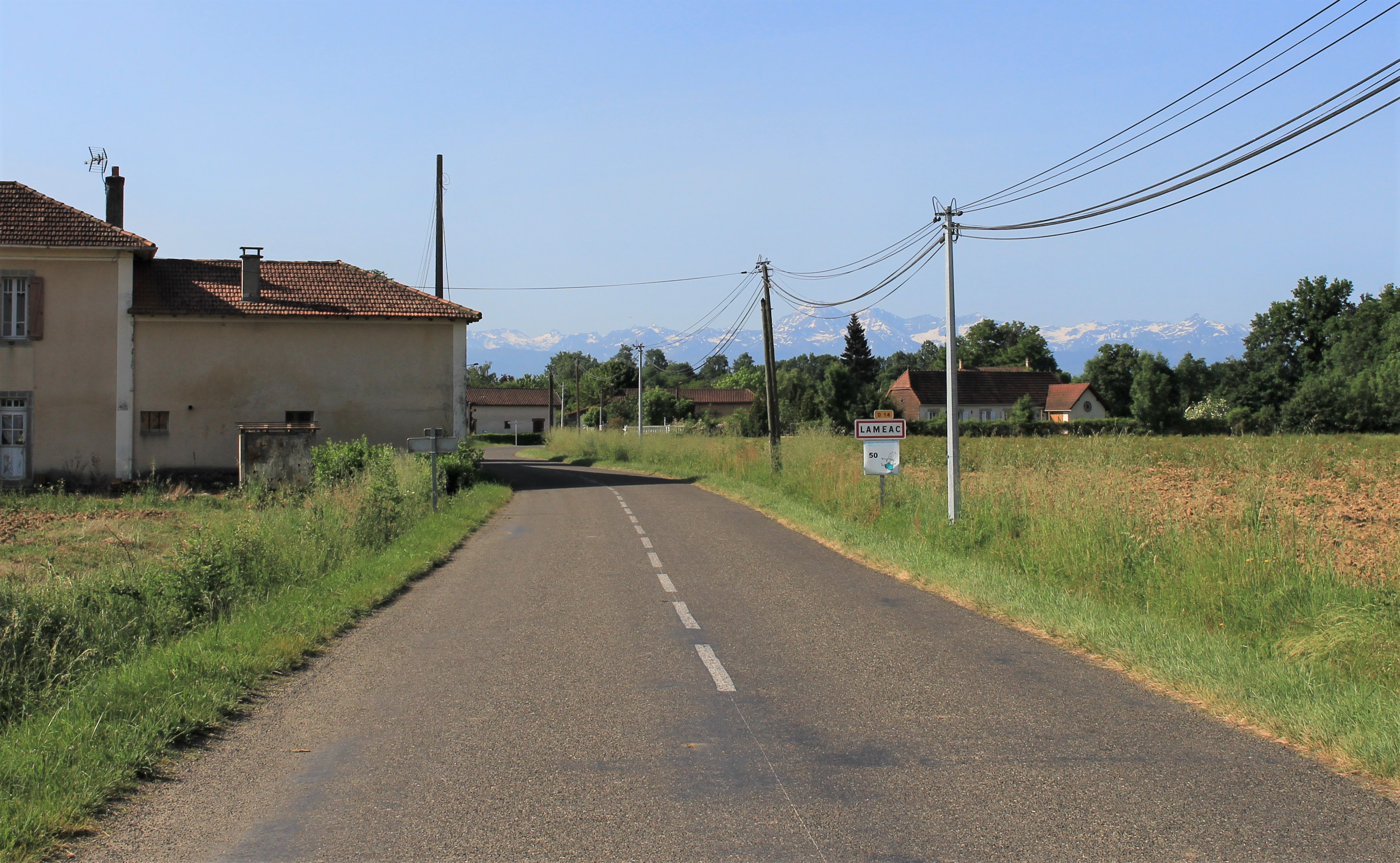
Entrée Nord de Laméac.
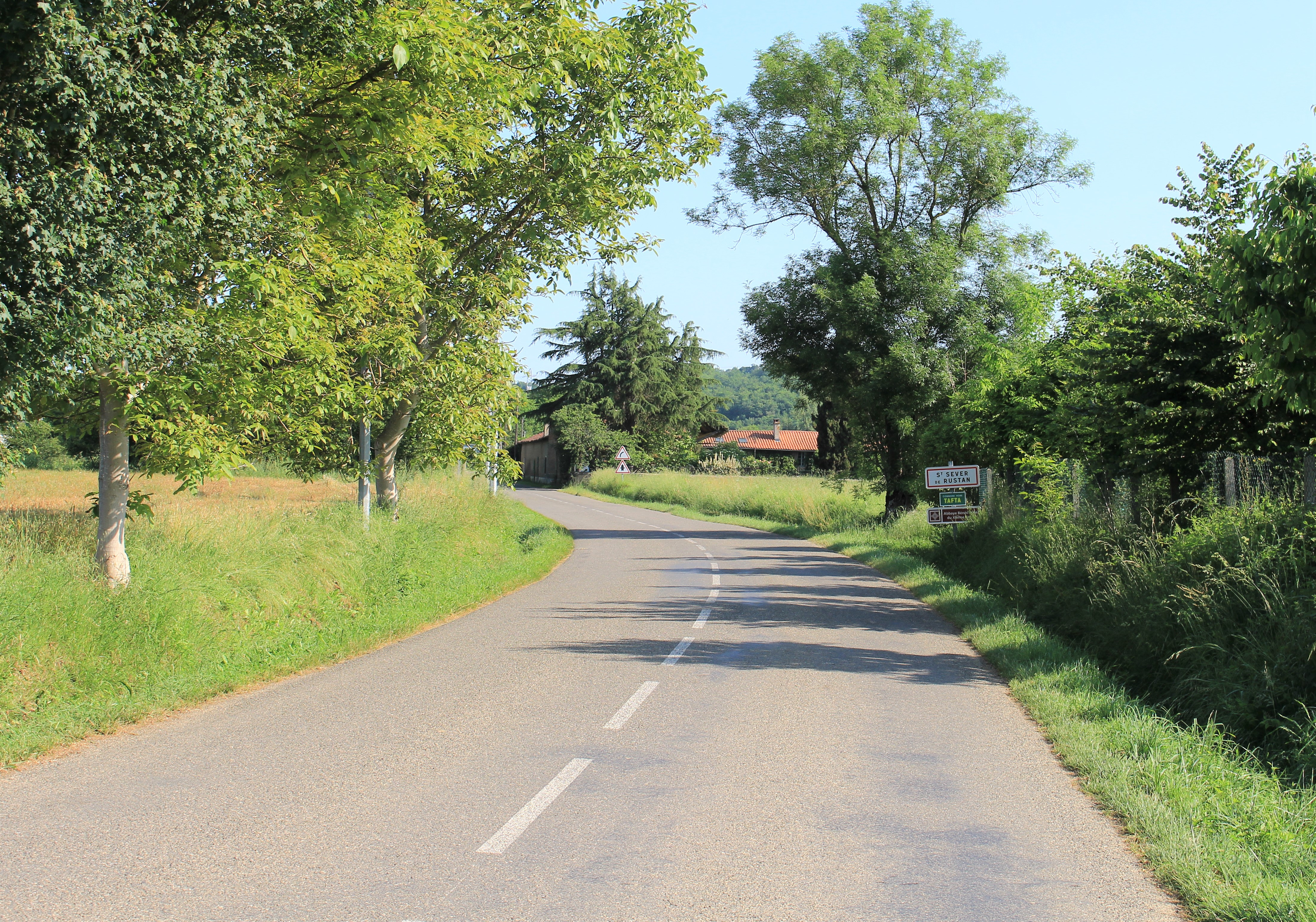
Entrée Sud de St-Sever-de-Rustan.